# Clebopridă
Cleboprida este un medicament utilizat ca prokinetic, crescând motilitatea la nivelul tractului gastrointestinal superior. Prezintă o structură chimică similar cu cea a metoclopramidei.